# Florin Faifer
Florin Faifer (n. 14 aprilie 1943, Iași, România – d. 6 iulie 2020) a fost un istoric literar, critic literar, teatrolog și lexicograf român.

## Biografie și parcurs profesional
A fost fiul Margaretei Faifer (născută Irimia), medic, și al lui Laurențiu Faifer, conferențiar universitar.
A absolvit în 1966 Facultatea de Filologie a Universității „Alexandru Ioan Cuza” din Iași. A fost apoi angajat la Institutul de Filologie Română „A. Philippide” din Iași (Academia Română), în cadrul sectorului de istorie literară, unde a fost avansat ca cercetător științific principal. A colaborat aici la Dicționarul literaturii române de la origini pînă la 1900 (1979) (lucrare monumentală apărută prin strădania cercetătorilor literari de la Institutul de Lingvistică, Istorie Literară și Folclor al Universității „Alexandru Ioan Cuza" din Iași, azi Institutul de Filologie Română „A. Philippide") și la Dicționarul general al literaturii române (DGLR) (acad. Eugen Simion, coord.).
În 1989 a obținut titlul de doctor în filologie cu teza Memorialistica de călătorie (până la 1900) între real și imaginar, apărută ulterior în formă monografică.
A activat ca secretar literar al Teatrului Național „Vasile Alecsandri” din Iași (1991-1993), editând revista Stagiunea. A fost secretar de redacție al Anuarului de lingvistică și istorie literară (1988-1991) și face parte (din 1996) din redacția Revistei române. După 2000 a devenit profesor asociat la Universitatea de Arte „George Enescu” din Iași.
Ca publicist, Florin Faifer a contribuit la peste 55 de ziare și reviste printre care Iașul literar (debutul publicistic în februarie 1967), Convorbiri literare, Cronica, Anuarul de lingvistică și istorie literară, Revista română, Cronica veche, Expres cultural, Dacia literară, Scriptor, Ateneu, Contemporanul, Dialog, Revista de istorie și teorie literară, Teatrul azi, Echidistanțe, Scena, România literară, Timpul, Amfiteatru ș.a. 
Între 1969 și 2003 Florin Faifer a susținut, la Radio Iași, un serial despre literatura de călătorii și a participat la diferite alte emisiuni (aproape patru sute). A colaborat de asemenea în mai multe rânduri la Radio București.

## Mențiuni critice

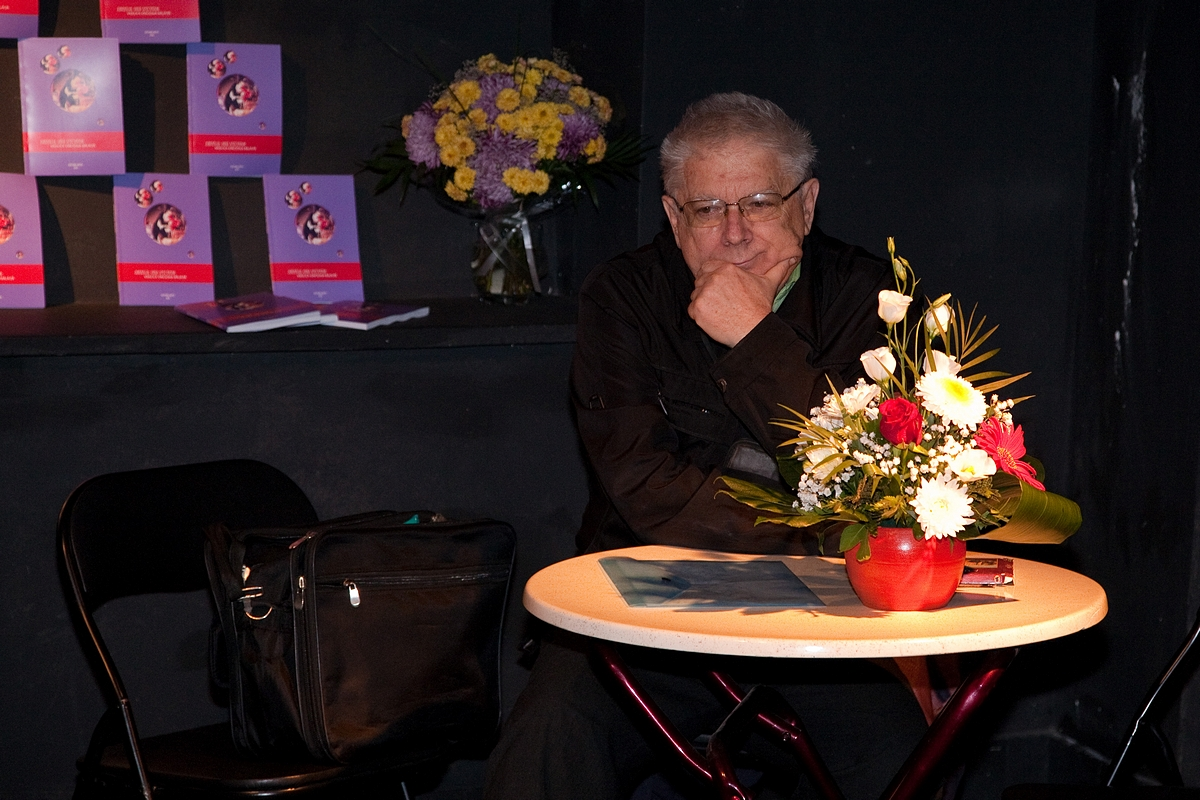
Florin Faifer - lansarea volumului „Jurnalul unui spectator” de Vasilica Oncioaia Bălăiță, octombrie 2013 (Foto: Vasilica Bălăiță)

Activitatea și cărtile lui Florin Faifer, marcate de un stil aparte, au fost intâmpinate elogios in critica literară românească. Spiritul său fin, „gustul sigur” și influențele modelatoare au fost semnalate cu stăruință.
Bogdan Ulmu, teatrolog și profesor universitar, 1 septembrie 2013: „A scris mult, cu acribie, cu seriozitate: despre teatrul românesc, despre cel universal, despre criticii români. Dar a atacat și subiecte colaterale, și-a impus punctul de vedere față de mondenități și politicieni. A polemizat, ori a vorbit cu tandrețe, despre cărți, spectacole, actori apropiați punctului său de vedere. Portretizează exact, dă verdicte juste, ironizează fin. A condus doctorate și a creat doctori în artele spectacolului. Mă întîlnesc și acum cu el în comisii de examen și admir, în continuare, știința analizei subtile și profunde pe care o face referatelor și tezelor doctorale.” 
Eugen Munteanu, lingvist si traducător, în Convorbiri Literare, 23 septembrie 2013: „Fiu de intelectuali umaniști, scriitori ei înșiși, Faifer s‑a acomodat destul de greu în redutabila cohortă a criticilor și eseiștilor literari ai celei de‑a doua generații postbelice ‑ cei mai mulți dintre ei homines novi de extracție modestă ‑ încercînd să‑și disimuleze avantajele unei bune educații în familie: bun simț „înnăscut”, civilitate, eleganță comportamentală, delicatețe sufletească, discreție. Nu sunt sigur că această disimulare auto‑impusă a fost, pentru „cariera” lui Florin Faifer cea mai bună strategie. Lipsa totală de ambiție și agresivitate carieristă din partea unora ca el a permis cățărarea în „canonul” actualității, drept „critici de direcție”, mentori publici și cumularzi de felurite funcții și onoruri, a unor personalități, în fond, mediocre. Așa se face că, în clasificările și ierarhiile (semi)oficiale, Florin Faifer figurează rareori pe locul la care imensul talent, gustul sigur și onestitatea l‑ar îndreptăți, și anume între primii șapte‑opt istorici și critici literari ai vremilor noastre.” 
Bogdan Crețu, critic literar, Institutul de Filologie Română „A. Philippide” (Academia Română), în Contemporanul, 23 iulie 2014: „La începuturile mele publicistice, Florin Faifer a fost, pe lângă puțini alții, un model greu de egalat. [...] Pe Florin Faifer scriitorul l-⁠am admirat cu destul timp înainte de a apuca să îi strâng mâna. Îi citisem cărțile și descoperisem cu încântare pe criticul care scrie cel mai bine din branșă (nu sunt vorbe mari); când își pune în minte, autorul <<Semnelor lui Hermes>> e cel mai virtuoz dintre toți combatanții [...], un profesionist care îmbină erudiția cu performanța stilistică. Rara avis! Și, în plus, e un om aparte, mereu misterios, cu tristețile sale prețioase, dar și cu un imbatabil simț al umorului”. 
La dispariția sa, lumea literară a reacționat în numeroase articole, semnalând încă o dată calitătile unice ale scrisului său, "hedonismul său lingvistic" (G. Ilisei), capacitatea de a "injecta textelor întreaga sa personalitate" (N. Mecu).
Grigore Ilisei, scriitor, în Expres Cultural, nr. 7/2020: „Exegezele sale din „Dicționar” au învederat pe „stilistul estet”, cum îl caracteriza un istoric literar, mergând, potrivit altor observatori, pe linia lui Călinescu, adică a recursului în discursul critic la uneltele prozatorului, împletind armonios și cu spor expresiv tâlcuitor mijloacele romancierului cu cele ale criticului. Scrisul său din acele pagini de dicționar, perfecționat în curgerea timpului, ne dezvăluie nu doar un orfevrier al cuvântului, ci și un alchimist, cu formula sa miraculoasă de împreunare într-o nouă realitate a arhaismelor, neologismelor, regionalismelor. Puse iscusit laolaltă, cuvintele nu se stânjeneau de fel, dimpotrivă musteau de reavănă expresivitate. Hedonismul său lingvistic, la care s-au referit câțiva comentatori, nu rămânea la gratuitatea jocului, ci se încărca de substanță semantică, de nou înțeles."
Nicolae Mecu, critic literar, în România Literară, nr. 34/2020, 21 august 2020: „Florin Faifer lasă în urma lui o operă exemplară. Ea se cuvine a fi retipărită întreagă, într-o ediție pe măsura fermecătoarei sale originalități”.
Nicolae Mecu, critic literar, în Expres Cultural, nr. 9/2020: „Florin Faifer lasă în urma lui nu o colecție de „scrieri” disparate, ci un număr de cărți și de articole publicate în presa culturală sau rămase în manuscris care alcătuiesc împreună o operă, adică un întreg armonios și unitar, articulat și cosmicizat de câteva idei cardinale fixate de timpuriu și puse în act cu admirabilă consecvență și tenacitate, până la ultima aplecare spre hârtie a condeiului său. Este unul din motivele pentru care această operă merită, cum am mai spus-o, o ediție care să pună în lumină așa-zicând sincronic frapanta coerență și unitate, cum și bine țintita ei finalitate ca întreg."
Au mai scris despre Florin Faifer: Val Condurache, în Contemporanul, nr. 11, 1983; M. D. Gheorghiu, în Viața Românească, nr. 2,1984; M. Popescu, în Tribuna, nr. 2, 1984. Bibliografia selectivă despre opera și personalitatea lui Florin Faifer numără peste 170 de titluri (1983-2022).

## Premii și distincții
1981 − Premiul Academiei Române „Timotei Cipariu“ (ex aequo), pentru Dicționarul literaturii române de la origini până la 1900, București, Editura Academiei, 1979
1993 − Premiul „V. Pogor“, „pentru creație artistică și activitate civică exemplară“ din partea Societății Culturale „Junimea”
1993 − Premiul Criticii, pentru cel mai bun secretar literar al anului, din partea Asociației Internaționale a Criticilor de Teatru, Secția Română
1994 − Premiul de critică al Asociației Scriitorilor din Iași, pentru Semnele lui Hermes, București, Editura Minerva, 1993
1995 − Diploma de „Senior al profesiei“, acordată de Asociația Jurnaliștilor de Turism din România, pentru întreaga activitate publicistică în domeniul turismului, acordat de Asociația jurnaliștilor de turism din România și Federația internațională a jurnaliștilor și scriitorilor de turism
1999 − Premiul Asociației Scriitorilor din Iași, pentru volumul Efectul de prismă, Iași, Editura Cronica, 1998
2004 − Ordinul „Meritul cultural“, în grad de Cavaler. Categoria A. Literatură, acordat de Președinția României
2004 – Premiul Academiei Române „B. P. Hasdeu”, pentru Dicționarul general al literaturii române, vol. I-II, București, Editura Univers Enciclopedic, 2004
2005 – Premiul revistei „Convorbiri literare”, pentru valențele estetice ale textului critic
2005 – Diploma de onoare și Medalia jubiliară „145 de ani de învățămînt artistic modern la Iași”
2008 – Diplomă de excelență, acordată de Asociația Scriitorilor din Iași
2008 – Premiul de excelență, acordat de Asociația Scriitorilor din Iași
2010 – Premiul de critică și istorie literară al Asociației Scriitorilor din Iași, pentru volumul Dramaturgi români, Iași, Editura Universității „Alexandru Ioan Cuza”, 2009
2010 – Diploma aniversară, pentru „Serviciu credincios și merite excepționale în recunoașterea, afirmarea și sporirea bunului nume al Școlii ieșene de muzică, teatru, arte plastice, decorative, și design”, acordată de Universitatea de Arte „George Enescu” din Iași
2012 – Premiul „Restitutio”, acordat de Asociația Scriitorilor din Iași
2012 – Premiul „I. L. Caragiale” al Academiei Române, pentru lucrarea Incursiuni în istoria teatrului universal (de la origini până la Renaștere). Theatrum Mundi, Iași, Editura Timpul, 2010

## Lucrări și contribuții literare

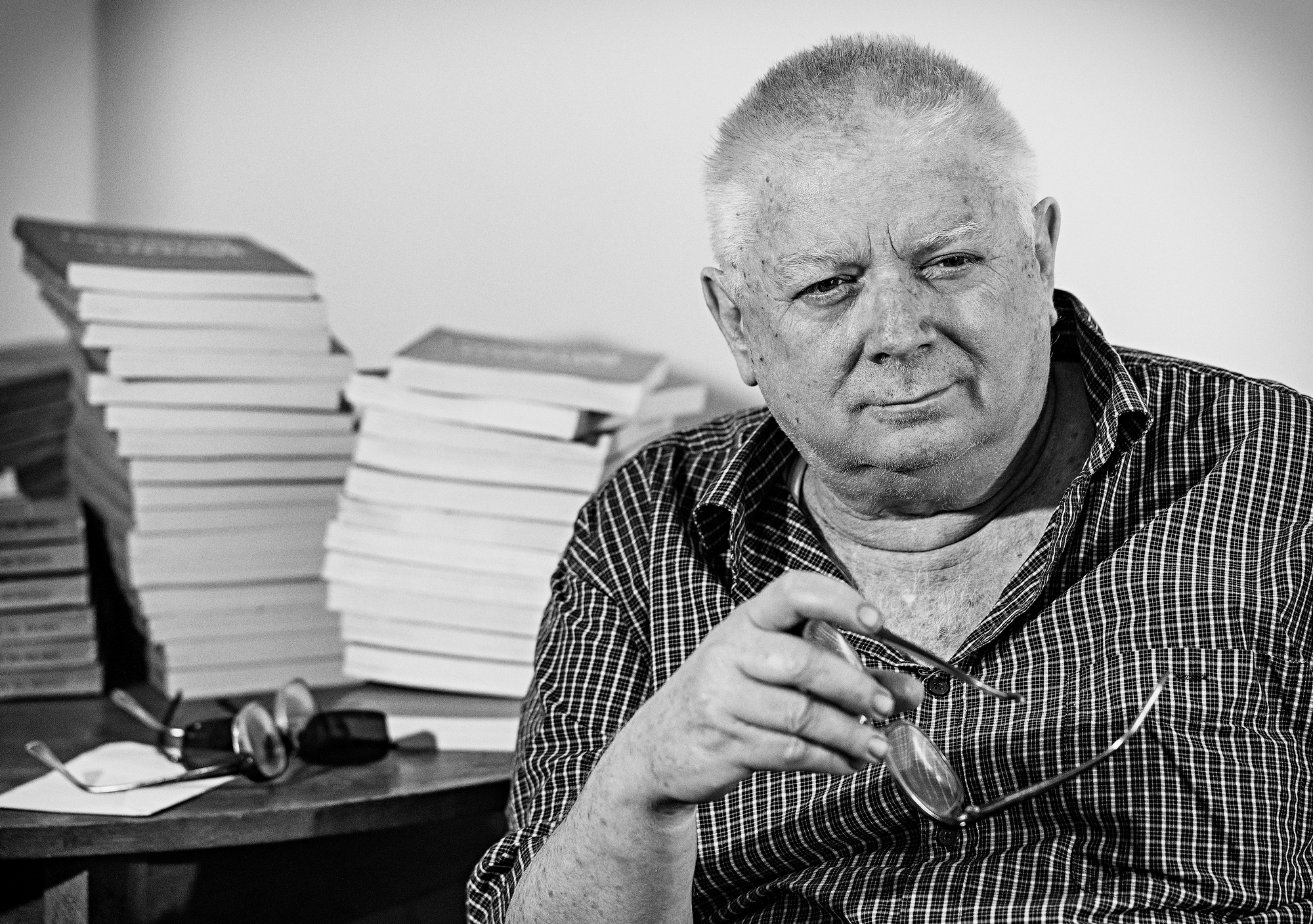
Florin Faifer, 2018 (Foto: Ozolin Dușa)

### Volume personale
- Dramaturgia între clipă și durată, Editura Junimea, Iași, 1983
- Semnele lui Hermes. Memorialistica de călătorie (până la 1900) între real și imaginar, Editura Minerva, București, 1993 (ediția a II-a, Editura Timpul, 2006, cu o prefață de Nicolae Mecu)
- Cordonul de argint (prefață de Liviu Leonte), Editura Universității „Alexandru Ioan Cuza”, Iași, 1997
- Efectul de prismă (prezentare - coperta a patra de Liviu Antonesei), Editura Cronica, Iași, 1998
- Faldurile Mnemosynei, Editura Junimea, Iași, 1999
- Pluta de naufragiu (prefață de Paul Cornea), Editura Cronica, Iași, 2002
- Filtru, Editura Cronica, Iași, 2005
- Incursiuni în istoria literaturii dramatice românești – Regăsiri, Editura Universitas XXI, 2008 (ediția a II-a: Dramaturgi români, Editura Universității „Alexandru Ioan Cuza”, 2009, ediția a III-a, Editura Universitas XXI, 2010)
- Incursiuni în istoria teatrului universal (de la origini până în Renaștere). Theatrum mundi, Editura Timpul, Iași, 2010
- Incursiuni în istoria criticii dramatice românești, Zodia balanței (prefață de Marian Popescu), Editura Timpul, Iași, 2010

### Volume în colaborare
- Dicționarul literaturii române de la origini până la 1900 (redactare: 111 articole, printre care Vasile Alecsandri, Constantin Aristia,   Anton Bacalbașa, Iosif Blaga, Cezar Bolliac, Ioan Cantacuzino, Ion Luca Caragiale, Costache Caragiali, Iorgu Caragiali, Barbu Catargiu, Alexandru (Alecu) Donici, Ion Codru Drăgușanu, Constantin Gane, Ion Ghica, Iordache Golescu, Antim Ivireanul, George Radu Melidon, Constantin (Costache) Negri, Costache Negruzzi, Constantin I. Nottara, Occisio Gregorii in Moldavia Vodae tragedice expressa, Mihail Pascaly, Dimitrie Ralet, C. A. Rosetti, Alecu Russo, Andrei Șaguna, Barbu Știrbei, Ștefan Vellescu, Grigore Ventura, Alexandru Vlahuță; coordonare și revizie), București, Editura Academiei, 1979
- Dicționar enciclopedic ilustrat (redactare, revizie), Chișinău, Editura Cartier, 1999
- Mic lexicon de nume proprii celebre, Iași, Editura Universitas XXI, 2001
- Dicționar enciclopedic (redactare, coordonare, revizie), Chișinău, Editura Cartier, 2001
- Dicționar enciclopedic ilustrat. Junior (redactare, coordonare, revizie), Chișinău, Editura Cartier, 2004
- Dicționar general al literaturii române (redactare, coordonare, revizie), vol. I-VII, București, Editura Univers Enciclopedic 2004-2009: I (A-B)-2004, II (C-D)-2004, III (E-K)-2005, IV (L-O)-2005, V (P-R)-2006, VI (S-T)-2007, VII (Ț-Z)-2009 (redactare:168 articole, câteva în colaborare. Printre autorii prezentați se numără Arșavir Acterian, Haig Acterian, Jeni Acterian, Vasile Alecsandri, Antim Ivireanul, Anton Bacalbașa, Jean Bart, Ion Luca Caragiale, Costache Caragiali, Iorgu Caragiali, Alexandru Davila,  Laurențiu Faifer, Matei Millo, Costache Negri, Costache (Constantin) Negruzzi, Ion Omescu, Andrei Șaguna, Barbu Știrbei.
- Dicționarul literaturii române, vol. I-II, București, Editura Univers Enciclopedic, 2012
- Uniunea Scriitorilor din România, Filiala Iași la 65 de ani, Iași, Editura Junimea, 2014
- Dicționar general al literaturii române, ediția a doua, vol. I-VIII, București, Editura Univers Enciclopedic 2016 ș.u.: I-2016, II-2016, III-2017, IV-2017, V-2019, VI-2020, VII-2021, VIII-2021.

### Ediții
- Margareta Faifer, Zâmbete pe șapte coline, cu o prefață de Grigore Ilisei, Iași, Editura DAB, 1992
- Laurențiu Faifer, Teatru, Iași, Editura Glasul Bucovinei, 1994
- I. L. Caragiale, Teatru și proză, ediție îngrijită de Florin Faifer și Valeriu P. Stancu, Iași, Editura Universității „Alexandru Ioan Cuza“, 2000
- Arșavir Acterian, Neliniștile lui Nastratin. Pagini de jurnal (1967–1982), prefață de Florin Faifer, Iași, Editura Alfa, 2000
- Irina Andone, „Farmec dureros“. Poetica eminesciană a contrariilor, prefață de Florin Faifer, postfață (O analiză rafinată) de Dumitru Irimia, Iași, Editura Cronica, 2002
- Virgil Homutescu, Surâsuri triste. „Balade amărui”, ediție îngrijită de Florin Faifer și Laurențiu Faifer, Iași, Editura DamArt, 2005
- Margareta Faifer, Surâs și melancolie, Iași, Editura Timpul, 2011
- Laurențiu Faifer, Infernul și alte scrieri, prefață de Constantin Ciopraga (Un personaj fermecător: Laurențiu Faifer), Iași, Editura Alfa, 2011
- Laurențiu Faifer, Teatru în versuri, cu un Profil de Constantin Ciopraga, Iași, Editura Universitas XXI, 2012

### Prefețe, postfețe, contribuții în volume
- Postfață (Antim, între realitate și utopie) la Antim Ivireanul, Didahii, București, Editura Minerva, 1983
- Prefață (Însângerată, unda Nistrului... ) la Mihail Condrus, Granița roșie, Chișinău, Editura ABC Dava, 1992
- Studiu introductiv (Un destin fără șansă − Haig Acterian) la Haig Acterian, Cealaltă parte a vieții noastre, Iași, Institutul European, 1994
- Prefață (Măștile absurdului) la Constantin Popa, Mașina de vânt. Teatru, Iași, Editura Cronica, 1996
- Prefață (Cheia de aur a înțelesului) la Adrian Filip, Mai mult decât extazul, Iași, Editura Glasul Bucovinei, 1996
- Prefață (Anotimpul urgiei) la Grigore Ilisei, Pasaj de rațe sălbatice. Roman, Iași, Editura Omnia, 1996
- Prefață (Grig) la Grigore Ilisei, De la apa Iordanului la fiordurile norvegiene, Iași, Editura Omnia, 1999
- Prefață (O operă de fulgerări geniale) la I. L. Caragiale, Teatru și proză, Iași, Editura Universității „Alexandru Ioan Cuza“, 2000
- Prefață (Ultimul Acterian) la Arșavir Acterian, Neliniștile lui Nastratin, Iași, Editura Alfa, 2000
- Prefață (Farmecul dureros al ultimului cuvânt) la Irina Andone, „Farmec dureros“. Poetica eminesciană a contrariilor, Iași, Editura Cronica, 2002
- Postfață (Un prieten – Gelu și „baladele” lui vesele și triste) la Virgil Homutescu, Surâsuri triste, Balade amărui, prefață de George Petrone, Iași, Editura DramArt XXI, 2005
- Antim Ivireanul − un enigmatic arhipăstor (republicare), în vol. In honorem Gabriel Ștrempel, Satu Mare, Editura Muzeului Sătmărean, 2006, p. 260−289
- Prefață (Un ingenios pariu cu ineditul) de Aurelian Bălăiță, Un univers ritual − figuri păpușărești în opera lui I. L. Caragiale, Iași, Editura Artes, 2006, p. 3−7
- Prefață (Evitând căile bătătorite) la Ruxandra Bucescu Bălăiță, Actorul, magician al lumilor virtuale, Iași, Editura Artes, 2006, p. 3–7
- G. M. Zamfirescu. Icoana și simbolul, în vol. Lectură și creativitate. In honorem Constantini Ciopraga, București, Editura Academiei Române, 2006, p. 309–318
- Cuvânt de întâmpinare (Mirare și minune) la Arșavir Acterian, Jurnal. 1929-1945/1958-1990, București, Editura Humanitas, 2008
- Prefață (Semnul Cumpenei: patru decenii de istorie a Teatrului Național „Vasile Alecsandri” Iași. 1942–1984, ediție îngrijită de Sorina Bălănescu), Iași, Editura Artes, 2010
- Prefață (O exegeză pătrunzătoare) la Ioana Petcu, Urmașii lui Thespis. Identitate și alteritate în tragedia greacă, Iași, Editura Universității „Alexandru Ioan Cuza”, 2012
- Prefață (Un devotat al documentului) la Profiluri basarabene, vol. I-II, text selectat și îngrijit de Mihai Papuc, Chișinău, Editura Știința, 2017

## Publicistică (selectiv) 1966-2020

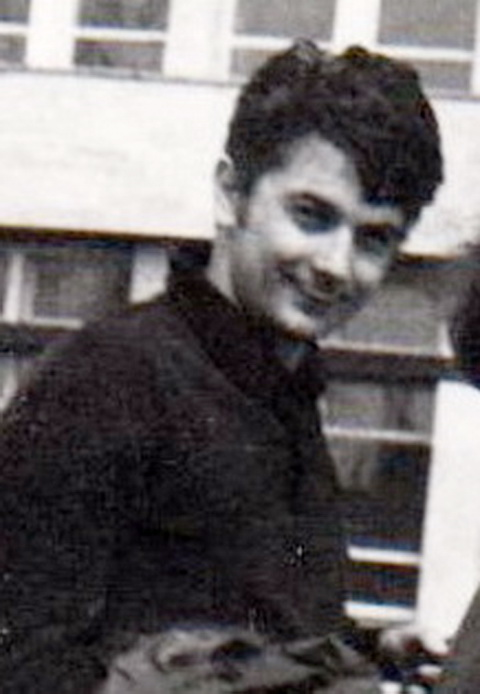
Florin Faifer, 1970 (foto: Lucia Cireș)

### 1966-1970
1. „George Munteanu, Atitudini", Iașul literar, nr. 2, 1966
2. „Proza tinerilor și personajul literar", Iașul literar, nr. 5, 1967
3. „D.R. Popescu, Dor”, Iaṣul literar, nr. 6, 1967
4. „Delimitări în drama istorică nouă", Iaṣul literar, nr 7, 1967
5. „Pompiliu Constantinescu, Scrieri alese", Iaṣul literar, nr. 8, 1967
6. „Posibilitatea cinematografică a prozei”, Iaṣul literar, nr. 11, 1967
7. „Constantin Ciopraga - Mihail Sadoveanu, Editura tineretului, București, 1966", Anuar de lingvistică și istorie literară, Tom XVIII, 1967, p. 207-209
8. „Dramaturgia tinerilor și generația idealului", Iaṣul literar, nr 3, 1968
9. „Expresia dramatică a operei lui Mihail Sadoveanu", Anuar de lingvistică și istorie literară, Tom XIX, 1968, p. 129-150
10. „Orientări în dramaturgia lui Horia Lovinescu”, Iaṣul literar, nr. 4, 1968
11. „Geo Șerban, "Exegeze", Iaṣul literar, nr. 2, 1969
12. „Vl. Streinu, Calistrat Hogaș”, Iaṣul literar, nr. 4, 1969
13. „Ion Omescu, Teatru”, Iaṣul literar, nr. 6, 1969
14. „Valeriu Râpeanu, "Dramaturgie română contemporană", Iaṣul literar, nr. 8, 1969
15. „Șerban Cioculescu, Viața lui I.L. Caragiale", Anuar de lingvistică și istorie literară, Tom XX, 1969, p. 226-230

### 1971-1980
1. „Vasile Alecsandri, memorialist", Cronica, Anul VII, nr. 32, 1971
2. „Memorialistul Ion Ghica", Cronica, Anul VII, nr. 18, 1972
3. „Ion Omescu, eseist și dramaturg", Cronica, Anul VII, nr. 22, 1972
4. „Gheorghe Sion, memorialistul", Cronica, Anul VII, nr. 23, 1972
5. „Pantazi Ghica", Cronica, Anul VII, nr. 30, 1972
6. „Ștefan Vellescu sau nostalgia clasicismului", Anuar de lingvistică și istorie literară Arhivat în 8 decembrie 2020, la Wayback Machine., Tom XXIV, 1973, p. 75-80
7. „Un prozator senzitiv (Grigore Ilisei)", Cronica, Anul VIII, nr. 6, 1973
8. „Aurel Baranga – între satiră și vodevil", Cronica, Anul VIII, nr 40, 1973
9. „Jocul vieții și al morții în teatrul lui Horia Lovinescu", Cronica, Anul VIII, nr. 45, 1973
10. „Iordache Golescu", Convorbiri literare, nr 2, 1974
11. „Tandrețea mizantropiei – Teodor Mazilu", Cronica, Anul IX, nr 5, 1974
12. „Un precursor, Cezar Bolliac", Convorbiri literare, nr. 3, 1974
13. „Un teatru romanțios – Mircea Ștefănescu", Cronica, Anul IX, nr 9, 1974
14. „Mircea Palaghiu, "Eram fericit în noaptea cu lună", Cronica, Anul IX, nr. 13, 1974
15. „G. Călinescu, dramaturg", Convorbiri literare, nr. 7, 1974
16. „Treizeci de ani de dramaturgie românească", Cronica, Anul IX, 1974, nr 33
17. „Opinii despre dramaturgie", Cronica, Anul IX, 1974, nr 51
18. „C.A. Rosetti, memorialistul", Cronica, Anul X, 1975, nr 6
19. „Evoluția personajului în dramaturgie", Cronica, Anul X, 1975, nr 8
20. „Teatrul lui D.R. Popescu sau climatele ambiguității", Cronica, Anul X, 1975, nr 23
21. „Teatrul lui Marin Sorescu (O parabolă a condiției umane)", Cronica, Anul X, 1975, nr. 37
22. „Teatrul lui M.R. Iacoban (Sugestia autenticității)", Cronica, Anul X, 1975, nr 42
23. „Momente ale dramaturgiei române contemporane", Anuar de lingvistică și istorie literară, Tom XXV, 1976, p. 85-96
24. „Octav Șuluțiu, Jurnal, Cluj-Napoca, Dacia, 1975, 430 p.", Anuar de lingvistică și istorie literară, Tom XXV, 1976, p. 216
25. "Camil Petrescu. Note zilnice (1927-1940), București, Cartea românească, 1975, 208 p.", Anuar de lingvistică și istorie literarăTom XXV, 1976, p. 217
26. „Viziune dramatică în opera lui B. P. Hasdeu", Anuar de lingvistică ṣi istorie literară, Tom XXVI, 1977-1978, pp. 197-204
27. „Leon Volovici, Apariția scriitorului în cultura românească", Anuar de Lingvistică și Istorie Literară, Tom XXVI, 1977-1978, pp. 224-226
28. „Structuri dramatice în teatrul lui G.M Zamfirescu", Anuar de Lingvistică și Istorie Literară Arhivat în 10 ianuarie 2021, la Wayback Machine., Tom XXVI, 1979-1980, pp. 99-109
29. „Tandrețea mizantropiei (Teodor Mazilu), Arlechin, nr. 1, septembrie 1978, p. 5-6
30. „Teatrul lui D. R. Popescu sau climatul ambiguității",  Arlechin, nr. 2-3, ianuarie-martie 1979, p. 3
31. „Momente ale teatrului politic românesc", Arlechin, nr. 5-6, noiembrie 1979, p. 5-6

### 1981-1990
1. „O parabolă a condiției umane (Marin Sorescu)", Arlechin, nr. 11-12, Trimestrul II. 1981, p. 7-8
2. „Memorialistica lui Vasile Alecsandri între real și imaginar", Convorbiri literare, An. 87, nr 8, aug 1981, p. 13
3. „Teatru istoric – teatrul politic (Paul Anghel)", Arlechin, nr. 16-17, Semestrul I, 1983, p. 9
4. „Euforia călătoriei în imaginar (A. I Odobescu)", Cronica, Anul XIX, nr. 26, 1984
5. „Efigia personajului (scurtă istorie)", Cronica, Anul XIX, nr. 46, 16 nov. 1984, p. 4
6. „Un moralist "oracular" (B. Gracián)", Convorbiri literare, An. 91, nr. 2, feb.1985
7. „Călătorie la capătul singurătății (Grigore Ilisei)", Cronica, Anul XX, nr. 46, 1985
8. „Măștile dramaturgului (L. Rebreanu)", Convorbiri literare, Anul 91, nr. 11, nov 1985, p. 14
9. „Un eremit în agora (Nicolae Iorga)", Convorbiri literare, Anul 92, nr 3, 1986
10. „Un risipitor dintr-o generație scânteietoare (P. Comarnescu)", Convorbiri literare, Anul 92, nr 7, 1986
11. „C. Hogaṣ, Regiuni alpestre", Convorbiri literare, Anul 92, nr 8, 1986
12. „Rigoarea lecturii", Timpul, v. 17, oct 1986, nr. 114, p. 6
13. „Cu George Lesnea prin Iaṣii de odinioară", Convorbiri literare, Anul 93, nr. 5, 1987
14. „Caragiale, anticălătorul", Convorbiri literare, Anul 93, nr. 6, 1987
15. „Excursia ca excurs", Cronica, Anul XXII, nr 27, iulie 1987, p. 5
16. „”Punctul de cinste” al lui G. Barițiu", Convorbiri literare, Anul 93, nr. 8, 1987
17. „Arṣavir Acterian sau despre neliniṣte", Anuar de Lingvistică și Istorie Literară, Tom XXX - XXXI, 1985-1987 B, pp. 215-219
18. „Mircea Ghițulescu, O panoramă a literaturii dramatice române contemporane Cluj-Napoca, Dacia, 1984, 316 p", Anuar de Lingvistică și Istorie Literară, Tom XXX - XXXI, 1985-1987 B, pp. 242-244
19. „Departe de lumea dezlănțuită (C. Negri)", Convorbiri literare, Anul 93, nr. 10, 1987
20. „Suflete moarte, suflete vii", Cronica, Anul 24, nr 25, 1989, p.4
21. „Memoria amănuntului", Cronica, Anul 24, nr 28, 14 iulie, 1989, p.4
22. „Amiaza creației", Cronica, Anul 24, nr. 29, 21 iulie 1989, p. 4
23. „Un "suflu" penetrant", Cronica, Anul 24, nr. 30, 28 iulie 1989, p. 4
24. „Zodia lui Hermes (I)", Dacia literară, nr. 1, 1990, p. 27-39

### 1991-2000
1. „Zodia lui Hermes (II)", Dacia literară, nr. 1-2, 1991, p. 63-68
2. „Spectacol de concepte", Teatrul azi, nr. 1-2/1991, p. 89-91
3. „Iosif cel Groaznic", Contemporanul, v. 2, dec. 20, 1991, nr. 51-52, p. 3
4. „Un Avar…generos (D. Vitcu)", Teatrul azi, nr. 12/1991, p. 2
5. „Un ambasador foarte special", Contemporanul, v. 3, 1992, nr. 1, p. 3
6. „O catifelată rigoare (Mihaela Arsenescu-Werner Arhivat în 14 februarie 2021, la Wayback Machine.)", Teatrul azi, nr. 1-2/1992, p. 31
7. „Zodia lui Hermes (III)", Dacia literară, nr. 1-2, 1992, p. 42-44
8. „Cumpăna criticii", Teatrul azi, nr. 4/1992, p. 16-17
9. „Peregrinațiuni sacre", Echidistanțe, nr. 4/1992, p. 18-19
10. „Teatru. Dreptul la recurs. [Privire retrospectivă asupra dramaturgiei românești]", România literară, Anul 25, nr. 11, 2-8 apr. 1992, p. 16
11. „Prezumția de vinovăție", Echidistanțe, 1992, nr. 5, p. 2
12. „"Scandalul criticii” și critica de scandal”, Ateneu, Anul 29, nr. 7, iul. 1992, p. 9
13. „În răspăr", Echidistanțe, 1992, nr. 8-9, p. 8-9
14. „Cartea de teatru. Un cronicar surâzător”, Ateneu, Anul 29, nr. 9, sept 1992, p. A
15. „Mirare ṣi minune", Echidistanțe, 1992, nr. 10-11, p. 8-9
16. „Jocurile rememorării", Echidistanțe, 1993, nr. 1-2, p.14-15, 2B
17. „«Măria sa, Publicul»”, Impact, Anul 1, nr. 1, 24-30 ian. 1993, p. 5
18. „Ispitirea din miez de noapte", Teatrul azi, nr. 1-2-3/1993, p. 33
19. „O ambianță boierească”, Ateneu, Anul 30, nr. 3, martie 1993, p. 3
20. „Erezii, rătăciri, ingratitudini”, Impact, Anul 1, 1993, nr. 6, p. 3
21. „Un alt Pralea...”, Impact, Anul 1, 1993, nr. 6, p. 5
22. „O istorie caleidoscopică", Teatrul azi, nr. 8-9-10/1993, p. 52-53
23. „O seamă de necuviințe", Cronica, Anul 29, nr 8, 1994, p. 4
24. „Oglindă, oglinjoară", Cronica, Anul 29, nr 9, 1994, p. 2
25. „Un rucsac, un guleai și o turbincă", Cronica, Anul 29, nr 11, 1994, p. 7
26. „Calvarul”, Echidistanțe, 1994, nr. 5-6, p. 5-6
27. „Într-o seară la Freiburg”, Adevărul literar și artistic, Anul IV, 1994, nr. 24, p. 4
28. „Mâhniri”, Cronica, Anul 29, nr. 24, 1994, p. 5
29. „Pasărea Shakespeare”, Opinia, 5, nr. 1186, 1994, p. 2
30. „Criza teatrului în tranziția spre nu-se-știe-ce”, Opinia, 5, nr. 1265, 5 oct. 1994, p. 2
31. „Prepeleac și un pui de drac", Cronica, Anul 30, nr 1, 1995, p. 6
32. „Un lăcaș privilegiat - Naționalul ieșean", Revista română, Anul I, nr. 1, 1995, p. 12
33. „Teatrul în tranziție", Revista română, Anul I, nr. 2, 1995, p. 15
34. „Măștile absurdului", Cronica, Anul 31, nr. 5-6, 1-31 ian. 1996, p. 7
35. „Între neîndoielnic și prezumtiv (D. Mănucă)", Timpul, nr. 1, 1996, p. 9
36. „Alte mâhniri", Cronica, Anul 31, nr. 21-22, 1996, p.2
37. „Gheorghe Bezviconi - o râvnă de benedictin", Revista română, Anul II, nr. 3, 1996, p. 10
38. „George Dorul Dumitrescu", Revista română, Anul II, nr. 3, 1996, p. 11
39. „Irizări, improprietăți ṣi oarecari ifose", Convorbiri literare, v. 130, nr 7, iulie 1996 p. 14
40. „Un autocar pentru Freiburg (I)", Timpul, nr. 7, 1996, p. 14
41. „Un autocar pentru Freiburg (II)", Timpul, nr. 8, 1996, p. 14
42. „Seniorul din Buchenbach", Cronica, Anul 31, nr. 10-11, 1996, p.13
43. „O incoruptibilă seriozitate (Ștefan Oprea)”, Teatrul azi, nr. 10-11-12, 1996, p. 35-36
44. „«Armânescu sîndzi strigî»" (Z. Araia)”, Revista română, Anul II, 4, 1996, p. 5
45. „Ce fel de crizã?”, Revista română, Anul II, 4, 1996, p. 12
46. „Criticul în fotoliul de orchestră (Ștefan Oprea)”, Timpul, nr. 11, nov. 1996, p. 7
47. „Însemnările unui (fost) secretar literar", Teatrul azi, nr 1-2, 1997, p. 48-49
48. „Stăpânul (Al. Davila)", Teatrul azi, nr 1-2, 1997, p. 57-58
49. „Născut pentru a suferi (Dorin Popa)", Timpul, nr. 2 1997, p. 5
50. „Un prinț reformator (I. Ghica)", Teatrul azi, nr 3, 1997, p. 30-31
51. „Voci de peste Prut", Teatrul azi, nr 4-5, 1997, p. 53
52. „Zănaticii",Teatrul azi, nr 6-7, 1997, p. 61
53. „Minuni de spus la gura sobei", Teatrul azi, nr 6-7,1997, p. 81-83
54. „Casa lui Alecsandri", Revista română, Anul III, 1997, nr. 3, p. 3
55. „Isprăvile dramaturgice ale unui «logofăt de taină»", Teatrul azi, nr. 10-11, 1997, p. 81-82
56. „Vă spune ceva numele Arcadie Baculea?", Revista română, Anul III, 1997, nr 4, p. 2
57. „Stejărel", Revista română, Anul III, 1997, nr 5, p. 12
58. „Rațiunea ṣi ...«bestia»", Teatrul azi, nr 1-2, 1998, p. 74-76
59. „Aristide Blank, un neînțeles", Scena, Anul I, nr 4, august 1998, p. 34-35
60. „«Vocile» unui comediant (Mircea Balaban)", Scena, Anul I, nr 5, septembrie 1998, p. 36-37
61. „Înnegurările unui exaltat", Revista română, Anul IV, 3 (13), oct 1998, p. 4
62. „Meșterul Sică", Scena, nr 10, Anul I, februarie 1999, p. 28-29
63. „Un succedaneu al Poveṣtii", Contrapunct, nr 13-14, 1999, p. 28
64. „Un actor cult (Șt. Braborescu)”, Scena, nr 17, septembrie 1999, p. 35
65. „După aproape două mii de ani", Vatra, 27, nr. 9, 1999, p. 53-55
66. „Un dramaturg nu chiar de geniu", Scena, nr 18, octombrie 1999, p. 37
67. „Tînguiri și îndîrjiri", Revista română, Anul V, 4(18), 1999, p. 5
68. „Un bănățean în Ohio", Revista română, Anul VI, 1(19), 2000, p. 6
69. „…și umbre", Scena, Anul III, nr 1, 2000, p. 7-8
70. „Să mori pentru un ideal", Revista română, Anul VI, 2(20), 2000, p. 8
71. „Lacrimi la Sydney”, Cronica, Anul 35, nr. 10, oct. 2000, p. 25
72. „Măsură pentru (ne)măsură", Scena, Anul III, nr 11, noiembrie 2000, p. 17
73. „Ultima cortină", Revista română, Anul VI, 4 (22), decembrie 2000, p. 22

### 2001-2010
1. „Bătrânul viking", Apostrof, XII, nr. 4, 2001
2. „Antilamento", Scena, Anul IV, nr 1, ianuarie 2001, p. 13
3. „Răspuns la ancheta Topul deceniului", Scena, Anul IV, nr 1, 2001, p. 25
4. „Noapte bună, Ion", Scena, Anul IV, nr 1, 2001, p. 43
5. „Rînduri aproape serioase despre un festival de comedie", Revista română,Anul VII, 1 (23), 2001, p. 8
6. „Boemul", Convorbiri literare, v. 135, nr 5, mai 2001, p. 22
7. „Mondenul (despre Antoine Bibescu)", Convorbiri literare, v. 135, nr 6, iunie 2001, p. 33
8. „Nesațul povestirii", Revista română, VII, nr. 2, 2001, p. 21
9. „Mondenul", Convorbiri literare, CXXXV,  nr. 6, iunie, 2001, p. 33
10. „Umbrele unei legende", Cronica, XXXVI, nr. 6, iunie, 2001, p.10
11. „Frustrări", Scena, nr. 6, iunie, 2001, p. 16
12. „Cuconul Jacques", Cronica, XXXVI, nr. 7, iulie, 2001, p.9
13. „Amintiri din infern", Cronica, XXXVI, nr. 8, august, 2001, p.9
14. „Diplomatul", Convorbiri literare, CXXXV, nr. 8, august, 2001, p.20
15. „Reverența de adio", Scena, nr. 8, august, 2001, p.19-20
16. „Bancherul", Convorbiri literare, CXXXV,  nr. 9, septembrie, 2001, p. 30
17. „Nesațul povestirii (Vicențiu Donose)”, Timpul, Nr. 6, iun. 2001, p. 7
18. „Comediantul (despre Mircea Balaban)", Convorbiri literare, v. 135, nr 7, iulie 2001, p. 20
19. „În căutarea Iașului pierdut", Jurnalul literar, nr. XI, 2001, nr 21-24, p. 3
20. „Reformele unui prinț", Revista română, Anul VII, 4 (26), 2001, p. 17
21. „Convorbiri mărturisitoare", Contrapunct, 2002, nr. 1-2
22. „Davila, omul marilor lovituri", Revista română, 2002, nr. 1
23. „Ion Artemie, între «vis» și realitate", Cronica, XXXVII, 2002, nr. 4
24. „Ispitele parabolei", Drama, 2002, nr. 2-3, p. 135-138
25. „Moșierul", Convorbiri literare, CXXXVI, 2002, nr. 4, p. 81-82
26. „Logofătul", Convorbiri literare, CXXXVI, 2002, nr. 5, p. 78-79
27. „Păgubosul", Convorbiri literare, CXXXVI, 2002, nr. 6, p. 80-81
28. „Nădufuri.. nocturne" (despre piesa Noaptea asta nu doarme nimeni de Mircea Radu Iacoban), Revista română, VIII, 2002, nr. 2
29. „Filologul" (Gh.Săulescu)", Convorbiri literare, CXXXVI, 2002, nr. 7, p. 77-79
30. „Fabulistul (Al. Donici)", Convorbiri literare, CXXXVI, 2002, nr. 8, p. 68-69
31. „Sub…steaua roșie un dramaturg fără stea", Revista română, Anul VIII, 3 (29), 2002, p. 20
32. „Devotamentul ca sacrificiu (Gabriela Drăgoi)", Cronica, XXXVII, 2002, nr. 8, p. 12
33. „Martor al Thaliei", Revista română, Anul VIII, 4 (30), 2002, p. 4
34. „Voci de peste Prut", Revista română, Anul IX, 1 (31), 2003, p. 7
35. „Propagandistul (Ion Jivi-Bănățeanu)", Convorbiri literare, CXXXVII, 2003, nr. 4, aprilie, p. 78–79
36. „Naționalistul (Emil Nicolau)", Convorbiri literare, CXXXVII, 2003, nr. 5, mai, p. 73
37. „Adaptatorul (Arcadie Baculea)", Convorbiri literare, CXXXVII, 2003, nr. 6, iunie, p. 66
38. „Un «măscărici» și ai lui candrii", Revista română, IX, 2003, nr. 2, mai, p. 17
39. „Relu (Gabriel Istrate), colegul meu de ieri și de demult", Cronica, XXXVIII, 2003, nr. 6, iunie, p. 19
40. „Benedictinul (despre Gheorghe Bezviconi)", Convorbiri literare, CXXXVII, 2003, nr. 7, iulie, p. 58–60
41. „Un «comunist» ilariant", Revista română, Anul IX, 3 (33), 2003, p. 7
42. „Depresivul (despre Lucian Mircea)", Convorbiri literare, CXXXVII, 2003, nr. 8, august, p. 63–64
43. „Tour de Lance", Cronica, XXXVIII, 2003, nr. 8, august, p. 12
44. „Militantul (despre Alexandru Șahighian)", Convorbiri literare, CXXXVII, 2003, nr. 9, septembrie, p. 61–63
45. „Melancolie și surâs (Val Gheorghiu)", Convorbiri literare, CXXXVII, 2003, nr. 10, p. 54–55
46. „Aventurierul (M. Ticano-Rumano)", Convorbiri literare, CXXXVII, 2003, nr. 11, p. 67–69
47. „Samarineanul (Zicu Araia)", Convorbiri literare, CXXXVII, 2003, nr. 12, p. 2
48. „Vânare de vânt", Revista română, IX, 2003, nr. 4, p. 7
49. „Doruri și amoruri – senzualitatea ca zestre", Însemnări ieșene, I, 2004, nr. 2, p. 52–54
50. „Un profesionist (Constantin Coroiu), Convorbiri literare, CXXXVIII, 2004, nr. 1, ianuarie, p. 66–67
51. „Accelerat cu... încetinitorul" (rubrica Ochiri), Cronica, XXXIX, 2004, nr. 1, p. 25
52. „Tărâmul amintirii" (Costin Merișca), Convorbiri literare, CXXXVIII, 2004, nr. 2, februarie, p. 51–52
53. „O lectură intens semiotică" (Mirela Marin), Cronica, XXXIX, 2004, nr. 2, p. 9
54. „Cu fața spre trecut" (Nicolae Barbu), Cronica, XXXIX, 2004, nr. 3, p. 18
55. „Năzdrăvănii cu schepsis” (Bogdan Ulmu), Convorbiri literare, CXXXVIII, 2004, nr. 3, martie, p. 69-70
56. „Un suflet bântuit de fantasme", Revista Română, X, 2004, nr. 1 (35), martie, p. 16
57. „Carmen…error…?", Revista română, Anul X, nr.2(36), iun. 2004, p.7
58. „Diva (Aglae Pruteanu)", Convorbiri literare, CXXXVIII, 2004, nr. 4, p. 35
59. „Nostalgia, ca un fir albastru" (I), Cronica, XXXIX, 2004, nr. 4, p. 11
60. „Un prieten și «baladele» lui vesele și triste", Convorbiri literare, CXXXVIII, 2004, nr. 5, p. 133-134
61. „Nostalgia, ca un fir albastru"(II), Cronica, XXXIX, 2004, nr. 5. p. 11
62. „Niște frați" (rubrica Ochiri), Cronica, XXXIX, 2004, nr. 5, p. 11
63. „Crezurile unui sceptic", Convorbiri literare, CXXXVIII, 2004, nr. 6, p. 148-149
64. „Steaua fără nume", Cronica, XXXIX, 2004, nr. 6, p. 8
65. „Amărăciuni (rubrica Ochiri)", Cronica, XXXIX, 2004, nr. 6, p. 18
66. „Mârâind la Unchiul Sam", Cronica, XXXIX, 2004, nr. 7, p. 18
67. „Parohul", Convorbiri literare, CXXXVIII, 2004, nr. 7, p. 75-76
68. „Cârâitorii", Cronica, XXXIX, 2004, nr. 8, p. 25
69. „Timida", Convorbiri literare, CXXXVIII, 2004, nr. 8, p. 85-86
70. „Duduia Margareta", Convorbiri literare, CXXXVIII, 2004, nr. 9, p. 83−84
71. „«Orizonturile» unui profet dezamăgit", în „Revista Română”, X, 2004, nr. 3, p. 17
72. „Luptătorul" (Vartan Mestugean), Convorbiri literare, CXXXVIII, 2004, nr. 10, p. 69-70
73. „Semnul lucidității", Convorbiri literare, CXXXVIII, 2004, nr. 11, p. 68-72
74. „Ludicul (Bogdan Ulmu)", Convorbiri literare, CXXXVIII, 2004, nr. 12, p. 76-78
75. „Retrospectivă Val Gheorghiu", Timpul, V, 2004, nr. 12, p. 14
76. „Liviu Rebreanu – între comedie și dramă", în Revista Română, X, 2004, nr. 4, p. 17
77. „Siciliada", Cronica, XL, 2005, nr. 1, p. 10
78. „Un virtuoz al discursului scenic", Revista română, XI, 2005, nr. 1, p. 6–7
79. „Mihail Sorbul și lumea lui de patimi", Revista română, XI, 2005, nr. 2 , p. 21
80. „Un gazetar cu pana ascuțită – Clarnet", Studia et acta iudeorum Romaniae, București, Hasefer, 2005, p. 320–325
81. „Ferocitate și demonism în teatrul lui Al. Kirițescu", Convorbiri literare, CXXXIX, 2005, nr. 7, p. 66–69
82. „Tudor Mușatescu – urmaș surâzător al lui Caragiale", Cronica, XL, 2005, nr. 7, p. 12
83. „ «Țărănistul» (Spiridon Popescu)", Convorbiri literare, CXXXIX, 2005, nr. 8, p. 72-74
84. „Of, ce mai presă!...", Cronica, XL, 2005, nr. 8, p. 25
85. „O scrisoare de la Alexandru Paleologu", Convorbiri literare, CXXXIX, 2005, nr. 9, p. 25
86. „O putere – cu multe slăbiciuni", Cronica, XL, 2005, nr. 9, p. 18
87. „Un destin: terapeutul Victor Grăzan", Revista română, XI, 2005, nr. 3, p. 7
88. „Victor Ion Popa, dramaturgul", Convorbiri literare, CXXXIX, 2005, nr. 10, p. 85-88
89. „Teo (Constantin Teodorovici)", Cronica, Anul 40, 2005, nr. 10, p. 18.
90. „Două scrisori de la Cella Serghi", Cronica, Anul 40, nr. 11, noiembrie 2005, p. 18
91. „Un orgolios (Ion Sava)", Convorbiri literare, CXXXIX, 2005, nr. 11, p. 130-132
92. „O mică supărare a lui Al. Piru", Convorbiri literare, CXXXIX, 2005, nr. 12, p. 25-26
93. „Un sentimental lucid – Mihail Sebastian", Revista română, XI, 2005, nr. 4, p. 13
94. „Discuția despre DGLR, degenerând", Cronica, Anul 41, nr. 1, ianuarie 2006, p. 23
95. „O sugestie a lui Adrian Marino", Convorbiri literare, CXL, 2006, nr. 1, p. 44
96. „Un dramaturg orator – Barbu Delavrancea", Revista română, XII, 2006, nr. 1, p. 17-19
97. „Gerontofobul de serviciu", Cronica, Anul 41, nr. 2, februarie 2006, p. 25
98. „O reverie a lui Valentin Silvestru", Convorbiri literare, CXL, 2006,  nr. 2, p. 47-48
99. „Analista", Convorbiri literare, CXL, 2006, nr. 3, p. 86-87
100. „Lucian Teodosiu, Privilegii", Ateneu, XLIII, 2006, nr. 3, p. 6
101. „Imposibila concordie", Dunărea de Jos, martie 2006, nr. 49, p. 7
102. „Între «joacă» și încrâncenare sau Măștile unui Anonim (Gheorghe Hibovschi)", Cronica, Anul 41, nr. 4, aprilie 2006, p. 24
103. „Un ceremonial mito-poetic (Lucian Blaga) (I)", Revista română, XII, 2006, nr. 4, p. 11-12
104. „Profesorul Ion Zamfirescu – efuziuni epistolare", Convorbiri literare, CXL, 2006, nr. 4, p. 49
105. „Anecdotistul (C. Săteanu)", Convorbiri literare, CXL, 2006, nr. 5, p. 84-86
106. „Pariu cu absolutul (I) [Camil Petrescu]", An. XII, nr.2(44), iunie 2006, p. 15-16
107. „Un averescan din lumea meseriașilor [Ioan Faifer]", Cronica, Anul 41, nr. 7, iulie 2006,  p. 15-16
108. „Actorul ca exeget", Vitraliu, XV, 2006, nr. 7-8, p. 48
109. „Codul lui Marino − refrene epistolare", Convorbiri literare, CXL, 2006, nr. 8, p. 35
110. „Arșavir Acterian − o cuceritoare modestie", Convorbiri literare, CXL, 2006, nr. 9, p. 36-37
111. „Pariu cu absolutul (II) [Camil Petrescu]", Revista română, XII, 2006, nr. 3, p. 14-16
112. „Ion Omescu − semnul prieteniei", Convorbiri literare, CXL, 2006, nr. 10, p. 46-47
113. „Un tânăr octogenar", Convorbiri literare, CXL, 2006, nr. 11, p. 45
114. „Arșavir și divele de odinioară", Convorbiri literare, CXL, 2006, nr. 12, p. 39-40
115. „V. Alecsandri – inimă voioasă de călător", Vitraliu, XV, 2007, nr. 1–2, p. 53-54
116. „Cheița magică a fantasticului", Convorbiri literare, CXL, 2007, nr. 1, p. 80-81
117. „Un ceremonial mito-poetic (Lucian Blaga) (II)", Revista română, XII, 2007, nr. 1, p. 9–10
118. „O confruntare cu insuportabilul", Convorbiri literare, CXL, 2007, nr 2, februarie, p. 71-72
119. „Matei Vișniec – de la farsa tragică la parabola filosofică", Revista română, XII, 2007, nr. 2, p. 12–13
120. „O șarjă grosieră. Un Bérenger printre rinoceri?", Teatrul azi, 2007, nr. 3-4, p. 92–93
121. „Arșavir – un frate devotat", Convorbiri literare, CXL, 2007, nr. 4, p. 44
122. „Ofurile lui Arșavir", Convorbiri literare, CXL, 2007, nr. 5, p. 53–54
123. „Profesioniști și paraponisiți", Convorbiri literare, CXL, 2007, nr. 6, p. 142–143
124. „Un umorist ... serios (George Petrone)", Convorbiri literare, CXLI, 2007, nr. 7, p. 84
125. „Arșavir – ultimul anotimp (Arșavir Acterian)", Convorbiri literare, CXLI, 2007, nr. 8, p. 41
126. „Portretul criticului la despărțire (Val Condurache)", Convorbiri literare, CXLI, 2007, nr. 9, p. 46
127. „Arșavir – efuziuni și mâhniciuni", Convorbiri literare, CXLI, 2007, nr. 9, p. 84
128. „Arșavir - ultima scrisoare", Convorbiri literare, v. 141, nr. 10, oct 2007 pp. 42-43
129. „Un spectacol exegetic”, Revista română, Anul XIII, nr.3(49), oct. 2007, p. 52
130. „Halucinantele fărădelegi" Revista română, Anul XIII, nr.4(50), dec. 2007, p. 45-46
131. „Între entuziasm și nostalgie, Revista română, Anul XIV, nr.1(51), mart. 2008, p. 54
132. „Teatrul - mon amour (In memoriam Paul Miron)", Convorbiri literare, v. 142, nr 5, mai 2008 p. 68-70
133. „Surâs și nostalgie (în memoria lui Paul Miron)", Revista română Arhivat în 9 octombrie 2011, la Wayback Machine., Anul  XIV, nr.2(52),  iun. 2008, p. 39
134. „Regizorul ca exeget", Revista română, Anul XIV, nr.4(54), dec. 2008, p. 41
135. „Un discurs îndrăgostit strunit de pedala lucidității", Revista română, Anul XV, nr.1(55), mart. 2009, p. 48-49
136. „O interpretare curajoasă", Revista română, Anul XV, nr.2(56), iun. 2009, p. 51-52
137. „Paris, mon séjour. Însemnări mai mult decât fugare", Cronica, Anul 42, nr. 8, august 2009, p. 24-25
138. „O interpretare îndrăzneață: spectacolul poeziei în teatrul lui Eugène Ionesco”, Revista română, Anul   XV, nr.4(58), noi. 2009, p.38
139. „Un prozator din îndepărtate vremuri – Nicolae Gane", Revista română, Anul XVII, nr.1(63), mart. 2011, p.42-43

### 2011-2020

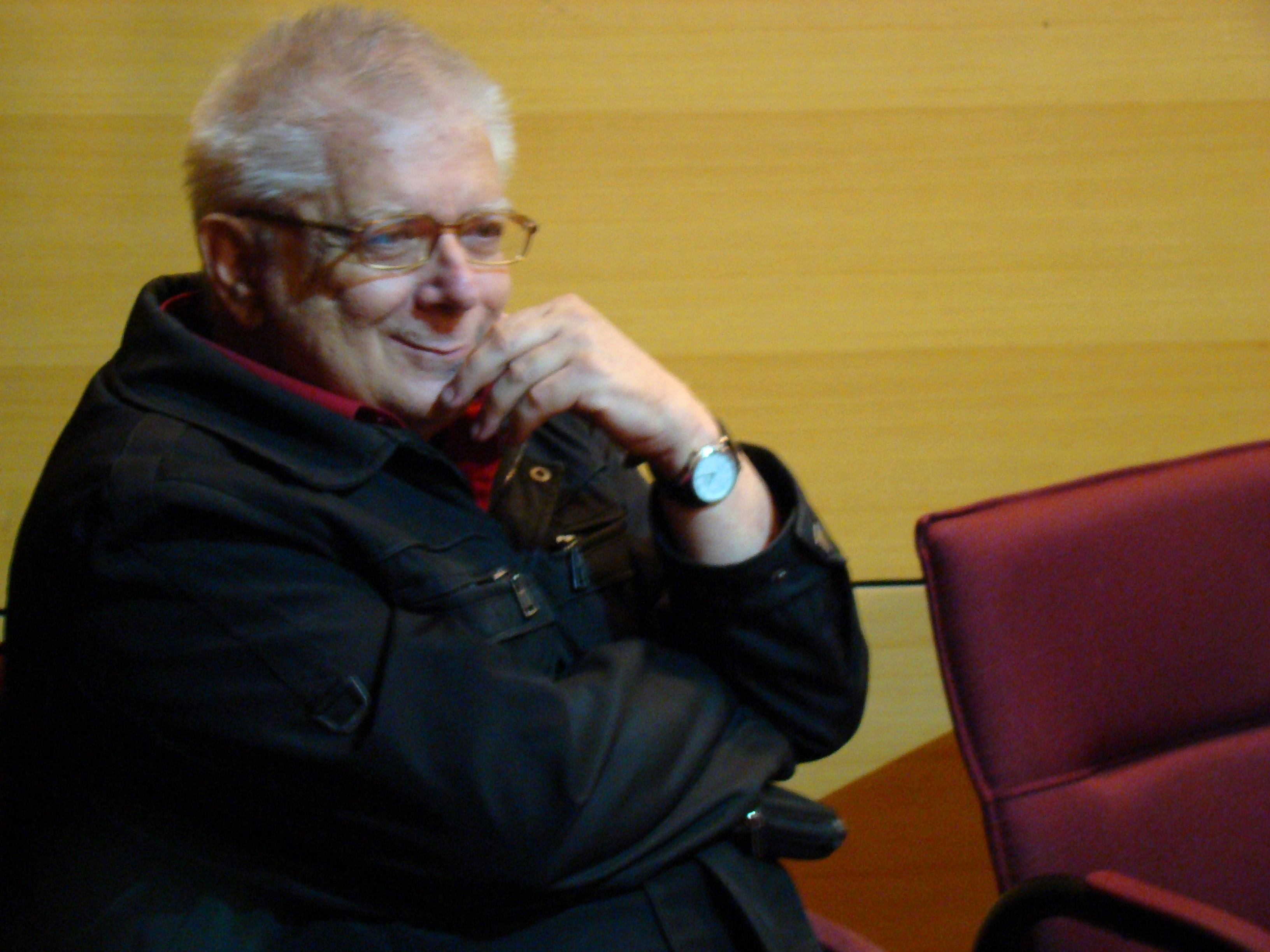
Prof. univ. dr. Florin Faifer într-o comisie de doctorat, iunie 2016 (Foto: Dorin Mihăilescu)

1. „Leon", Convorbiri literare, An. 145, Nr. 12 (dec. 2011), p. 184
2. „Patru zile la Londra (I)", Convorbiri literare, An. 145, Nr. 1 (ian. 2012), p. 55-57
3. „Patru zile la Londra (II)", Convorbiri literare, An. 145, Nr. 2 (feb. 2012), p. 55-57
4. „O experiență ca și inițiatică", Convorbiri literare, An. 146, Nr. 7 (iul. 2012), p. 93-94
5. „Linii de portret: Un condei mlãdios si penetrant – Nicolae Mecu", Revista română, Anul  XIX, nr.4(74), noi. 2013, p. 30
6. „Din lumea teatrului. O maestră – Mihaela Arsenescu-Werner Arhivat în 14 februarie 2021, la Wayback Machine.", Dacia literară, Nr. 3-4 (126-127) 2014. anul XXV (serie nouă), p. 129
7. „Din lumea teatrului. O devotată a «teatrului mic» – Anca-Doina Ciobotaru", Dacia literară, Nr. 3-4 (126-127) 2014. anul XXV (serie nouă), p. 129-130
8. „Din lumea teatrului. Voința de a făptui – Doru Zaharia", Dacia literară, Nr. 3-4 (126-127) 2014. anul XXV (serie nouă), p. 130
9. „Din lumea teatrului. Discreție și profunzime – Anca-Maria Rusu", Dacia literară, Nr. 3-4 (126-127) 2014. anul XXV (serie nouă), p. 131
10. „Din lumea teatrului. Sfârșit de partidă...început de carieră – Dumitriana Condurache", Dacia literară, Nr. 3-4 (126-127) 2014, anul XXV (serie nouă), p. 131
11. „Eleganța probității – Liviu Leonte", Scriptor, Anul 1, Nr. 1/2, 2015, p. 131-132
12. „Preumblări în trecut", Scriptor, Anul 1, Nr. 3/4, 2015, p. 92-93
13. „Noaptea ca metaforă (Mircea Radu Iacoban)", Scriptor, An. 1, Nr. 5/6 (mai-iun.), 2015, p. 124-125
14. „De pe scenă în sala de studiu (Laura Bilic)", Scriptor, Anul 1, Nr. 7/8 (iul.-aug.), 2015, p. 130-131
15. „Escaladări în transcendent (Monica Broos)", Scriptor, Anul 1, Nr. 9/10 (sept.-oct.), 2015, p. 133-134
16. „Dramatizări, versiuni scenice, scenarii (Constantin Paiu)", Scriptor, Anul 1, 11/12, 2015, p. 129-130
17. „Mircea Filip în scrisori", Anuar de lingvistică și istorie literară[nefuncțională – arhivă]
, tom LVI/2016, p. 137-147
18. „Un pariu până la urmă câștigat, Scriptor, Anul II, 1-2 (13-14)/2016, p. 133
19. „Scrisul ca paliativ, Scriptor, Anul II, 3-4/2016, p. 126-127
20. „Lansări... Aniversări...", Scriptor, Anul II, 7-8/2016, p. 125-126
21. „Dramatizări, versiuni scenice, scenarii", Scriptor, Anul II, 9-10/2016, p. 73-74
22. „Ion din Aix", Expres cultural, Anul I, nr. 1, ianuarie 2017, p. 16
23. „Nostalgii", Expres cultural, Anul I, nr. 2, februarie 2017, p. 15
24. „Întâlniri care n-au mai avut loc", Expres cultural, Anul I, nr. 3, martie 2017, p. 13
25. „Arșavir, în târziul vieții", Expres cultural, Anul I, nr. 4 aprilie 2017, p. 8
26. „Mircea Ghițulescu, înaintea căderii de cortină", Expres cultural, Anul I, nr. 5, mai, 2017, p. 8
27. „Un rezistent prin vorbe de spirit", Expres cultural, Anul I, nr. 6, iunie, 2017, p. 10
28. „O apariție neașteptată - și apoi alte surprize", Expres cultural, Anul I, nr. 7-8, iulie-august, 2017, p. 15-16
29. „Dinu Alexoaie, între euforii și acrimonii", Expres cultural, Anul I, nr. 9, septembrie, 2017, p. 14
30. „Despărțiri…", Expres cultural, Anul I, nr. 10, octombrie, 2017, p. 10
31. „Cu ochii în zarea drumurilor sfinte", Expres cultural, Anul I, nr. 10, octombrie, 2017, p. 10
32. „Preumblări și pățanii prin Istanbul", Expres cultural, Anul I, nr. 11-12 (noiembrie-decembrie) 2017, p. 13
33. „Portret de colegă (Gabriela Drăgoi)", Expres cultural, Anul I, nr. 11-12 (noiembrie-decembrie) 2017, p. 21
34. „Preumblări și pățanii prin Istanbul (II)", Expres Cultural, Anul II, nr. 1(13), ianuarie 2018, p. 16
35. „Poveste cu un profesor", Expres Cultural, Anul II, nr. 2(14), februarie 2018, p. 9
36. „Ce înseamnă sa fii modest", Expres Cultural, Anul II, nr. 3(15), martie 2018, p. 10
37. „Oglindiri…, Expres Cultural, Anul II, nr. 4(16), aprilie 2018, p. 10
38. „Cu scrisul lovinescian nu-i de glumit", Expres Cultural, Anul II, nr. 5(17), mai 2018, p. 9
39. „Tărâmul dintre tărâmuri (Monica Broos)", Scriptor, Anul IV, 5-6/2018, p. 132-133
40. „Un mărțișor și mesajul lui (Gabriela Omăt)", Expres Cultural, Anul II, nr. 6 (18), iunie 2018 , p.7
41. „O voce care contează (Gabriela Haja)", Scriptor, Anul IV, 7-8/2018, p. 100
42. „Întâlniri pe tărâmul de hârtie. Prin «catacombele» unei biblioteci (Gabriela Omăt)", Expres Cultural, Anul II, nr. 7-8 (19-20), iulie-august 2018, p.10
43. „Împreună cu pisoiul meu, Puc",  Expres Cultural, Anul II, nr. 10 (22), septembrie 2018, p.10
44. „Constantin (Costică) Dram. Bucuria de a scrie", Expres Cultural, Anul II, nr. 10 (22), octombrie 2018, p. 9
45. „O galerie nepereche", Scriptor, Anul IV, 11-12/2018, p. 118-119
46. „Înger si demon", Expres Cultural, Anul II, nr. 12 (24), decembrie 2018, p. 3 (a suplimentului)
47. „Laurențiu Faifer, în scrisorele (III) Note de «călătorie»", Expres Cultural, Anul II, nr. 12 (24), decembrie 2018, p. 12
48. „Un domn și doamna domniei sale",  Expres Cultural, Anul III, nr. 1 (25), ianuarie 2019, p. 9
49. „A început într-o toamnă, demult", Scriptor, Anul V, 1-2/2019, p. 117
50. „Epistole, epistole (Mircea Popa, Viorel Savin)", Scriptor, Anul V, 5-6 (53-54)/2019, p. 126-127
51. „Bogdan, dăruitul", Expres Cultural, Anul III, nr. 5 (29), mai 2019, p. 20
52. „Îndrăgostiți într-o lume de minunății", Expres Cultural, Anul III, nr. 6 (30), iunie 2019, p. 5
53. „Patru fete…",  Expres Cultural, Anul III, nr. 7-8 (31-32), iulie-august 2019, p. 19
54. „Trei mușchetari... și cu încă unul, patru (versiune cvasieseistică)", Expres Cultural, Anul III, nr. 9(33), septembrie 2019, p. 12
55. „Schimb de reverențe (Mariana Voicu, Traian Filip)", Scriptor, Anul V, 9-10 (57-58)/2019, p. 131-132
56. „Ultima singurătate a Gabrielei Omăt", Expres cultural, Anul III, nr. 10(34), octombrie 2019, p. 17
57. „Un Munte nepereche", Expres cultural, Anul III, nr. 11(36), noiembrie 2019, p. 15-16
58. „Clipe de viață, cu Virgil și Julieta", Expres cultural, Anul IV, nr. 1(37), ianuarie 2020, p. 17
59. „Prima Donna (Olga Delia Mateescu)", Scriptor, Anul VI, 1-2(61-62)/2020, p. 129-130
60. „Tugearu & Tugearu", Expres cultural, Anul IV, nr. 2(38), februarie 2020, p. 6
61. „Un spirit de finețe (Stănuța Crețu)", Scriptor, Anul VI, 3-4 (63-64)/2020, p. 129
62. „Un trubadur, o voce, o chitară…", Expres cultural, Anul IV, nr. 3 (39), martie 2020, p. 18
63. „Cu grație feminină…", Expres cultural, Anul IV, nr. 5 (41), mai 2020, p. 15
64. „Bonjour, tristesse (Irina Andone)", Scriptor, 5-6/2020, p. 136-137
65. „Revelațiile unui hublou", Expres cultural, Anul IV, nr. 7 (43), iulie 2020, p. 20
66. Nicolae Busuioc în dialog cu Florin Faifer: „Îmi cufund privirea în rotundul bolții înstelate”(ultimul interviu), Expres cultural, anul IV, nr. 7 (43), iulie 2020, p. 3

### 2021
1. „Un popas pe tărâmul Teatrului...", Expres cultural, Anul V, nr. 1 (49), ianuarie 2021, p. 23
2. „Nocturne", Expres cultural, Anul V, nr. 2 (50), februarie 2021, p. 19

## Articole și studii despre Florin Faifer

### Despre opera lui Florin Faifer

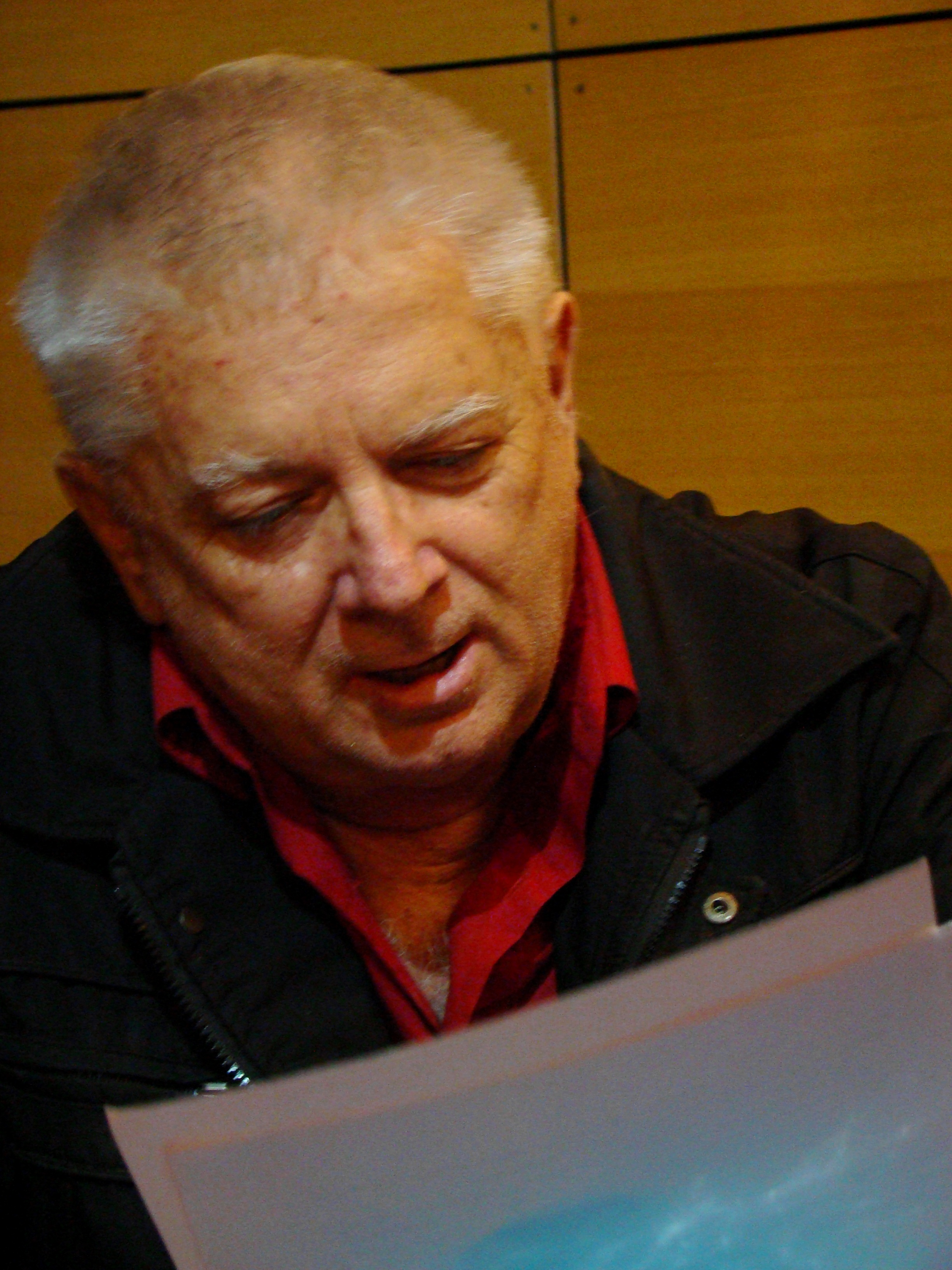
Prof. univ. dr. Florin Faifer, iunie 2016 (Foto: Dorin Mihăilescu)

- Dan Mănucă, „Florin Faifer - Dramaturgia între clipă și durată", în Ateneu, XX, nr. 12, dec.1983, p. 11
- Radu Anton Roman, „Despre dramaturgie. [Florin Faifer - Dramaturgia între clipă și durată]", România literară, 17, nr. 7, 16 feb. 1984, p. 16.
- Liviu Antonesei, "O privire asupra dramaturgiei de azi", în Dialog, v.16, dec. 1984, nr. 103-104, p. 7
- Paul Cornea, „Florin Faifer, Semnele lui Hermes. [București: Minerva, 1993]", în Jurnalul literar, 4, nr. 23-26, 1993, p. 3
- Dumitru Micu, Invitație la călătorie. [Florin Faifer, Semnele lui Hermes, București: Minerva,1993], în Literatorul, 3, nr. 35, 1993, p. 14
- Daniel Cristea-Enache, „Voluptatea criticii. [Florin Faifer, Cordonul de argint, Iași: Editura Universității "Al. I. Cuza", 1997]", în Adevărul literar și artistic, 6, nr. 367, 1997, p. 5
- Elvira Sorohan, „Un fidel al Mnemosynei. [Florin Faifer, Pluta de naufragiu, Iași: Cronica, 2002], în România literară, 36, nr. 12, 2003, p. 5
- Nicolae Mecu, „"Filtrul" lui Faifer sau dezinvoltura spiritului de finețe: [recenzie la volumul "Filtru" de Florin Faifer. Iași: Editura "Cronica", 2006]", în Convorbiri literare, An. 139, Nr. 10 (oct. 2006), p. 82
- Nicolae Mecu, „Minunatele călătorii ale istoricului literar”, în Viața Românească, anul LXXXIX, nr. 2, 1994, p. 125-127
- Constantin Coroiu, „Faldurile Mnemosynei: [recenzie la volumul cu același titlu de Florin Faifer. Iași: Junimea, 1999]”, în Adevărul literar și artistic, An. 9, Nr. 509 (14 mar. 2000), p. 14
- Antonio Patraș, „Surîs cu filtru: [recenzie la volumul "Filtru" de Florin Faifer. Iași: Editura "Cronica", 2005]", în Convorbiri literare, An. 139, Nr. 4 (apr. 2006), p. 74 - 77
- Ioan Holban, „Hermes și istoria literaturii: [recenzie la volumul "Filtru" de Florin Faifer. Iași: Editura "Cronica", 2005]", în România literară, An. 39, Nr. 47 (24 nov. 2006), p. 6
- Constantin Paraschivescu, „Cu har de povestitoriu: «Incursiuni în istoria literaturii dramatice românești» de Florin Faifer , în Teatrul azi , nr. 11-12/2008, p. 224-225
- Mircea Ghițulescu, „Cartea de dramaturgie ”, în Ramuri, nr. 1/2010
- Constantin Paraschivescu, „Pianotări pe o claviatură istorică: «Incursiuni în istoria teatrului universal» de Florin Faifer ”, în Teatrul azi , nr. 9-10/2010, p. 339-340
- Ștefan Oprea, „Incursiuni faiferiene: [recenzie la volumul «Incursiuni în istoria criticii dramatice românești. Zodia Balanței» de Florin Faifer. Iași  : Editura «Timpul», 2010]", Dacia literară, anul XXII, nr. 1 (ianuarie 2011), p. 113-116
- Constantin Paraschivescu, „Unde se duc criticii când mor?: [recenzie la volumul "Incursiuni în istoria criticii dramatice românești. Zodia Balanței de Florin Faifer, prefață de Liviu Malița. Iași: Editura "Timpul", 2010]", Teatrul azi, Nr. 3-4/2011, p. 150-152
- Dosar literar Florin Faifer, Scriptor, nr. 9-10/2022, p. 73-86

### Despre Florin Faifer
- Nicolae Turtureanu, „F.F.", Cronica, An. 28, nr. 8, 1993, p. 8
- Victor Durnea, „La aniversare", "Propuneri de recurs", Iași, Editura Demiurg, 2011, p. 405-408 (vezi și aparițiile inițiale: „La aniversare", Buletinul Institutului Philippide Arhivat în 8 ianuarie 2021, la Wayback Machine., nr 2/2003, p. 9-11 și „La aniversară: [Florin Faifer - 60 de ani]", Cronica, An. 38, Nr. 7 (iul. 2003), p. 10)
- Bogdan Crețu, „Un erudit ghiduș", în Ziarul de duminică , Nr. 56 (15 feb. 2008), p. 3

- Mircea Ciubotaru, „Florin Faifer 65: F.F. – un explorator prin spațiul libertății ", în Buletinul Institutului Philippide Arhivat în 14 noiembrie 2020, la Wayback Machine., nr 2/2008, p. 9-11
- Mircea Ciubotaru, „La borna 70", în Buletinul Institutului Philippide Arhivat în 21 ianuarie 2022, la Wayback Machine., Nr 2/2013, p. 27-28
- Eugen Munteanu, „Florin Faifer. Încercare de portret”, în Convorbiri literare, anul 147, nr. 9 (septembrie 2013), p. 24-25
- Constantin Dram, „Portret în sepia”, în Convorbiri literare, anul 147, Nr. 9 (septembrie 2013), p. 26-27
- Antonio Patraș, „Magistrul din umbră", în Convorbiri literare, anul 147, Nr. 9 (septembrie 2013), p. 27-28
- Bogdan Crețu, „Faifer. Florin Faifer", în Convorbiri literare, anul 147, Nr. 9 (septembrie 2013), p. 29-30
- Dragoș Cojocaru, „Călător la șaptezeci de ani", în Convorbiri literare, anul 147, Nr. 9 (septembrie 2013), pp. 31-32
- Nicolae Panaite, „Prin vicleniile cuvântului", în Cronica veche, An. 4, Nr. 4 (apr. 2014), p. 9
- Nicolae Crețu, Constantin Dram și Bogdan Crețu, „Florin Faifer - 75 ”, în Expres Cultural, anul II, nr. 4 (16), aprilie 2018, p. 16
- Bogdan Crețu, „Faifer. Florin Faifer", în Cronica veche, An. 8, Nr. 4 (apr. 2018), p. 13 (pagina include și un grupaj de referințe critice realizat de Gabriela Haja)
- Nicolae Turtureanu, „Efectul F", în Ziarul de Iași, 9 iulie 2020
- Nichita Danilov, „Florin Faifer: o încercare nereușită de portret ”, în Expres cultural, anul IV, nr. 7 (43), iulie 2020, Suplimentul Zigurat, p. 2
- Grigore Ilisei, „Singur printre critici și istorici literari , în Expres cultural, anul IV, nr. 7 (43), iulie 2020, Suplimentul Zigurat, p. 3
- Carmen Mihalache, „Florin, o amintire tandrã si luminoasã", în Ateneu, Anul 56 (serie nouã), nr. 611-612 (iulie-august) 2020

## Legături externe
- Aniversarea a 50 de ani de carieră, Petru Ciubotaru, Digi 24, 14 ianuarie 2014
- Emisiunea Scena (redactor Călin Ciobotari), Apollonia TV, 18 iulie 2020
- Emisiunea Vocile memoriei (redactor Eugen Lucan), Radio România Cultural, 13 septembrie 2020